# Berneuil-sur-Aisne

Berneuil-sur-Aisne este o comună în departamentul Oise, Franța. În 1 ianuarie 2022 avea o populație de 937 de locuitori.